# Hilarión Domingo Moreno Montes de Oca
Hilarión Domingo Moreno Montes de Oca (11 de noviembre de 1863 - 31 de agosto de 1931) fue un diplomático argentino.

## Biografía
Bautizado el 12 de diciembre de 1863 como Hilarión Martín Mauricio, fue hijo de Hilarión María Moreno Arandía y de Dominga Ramona Montes de Oca. Sus padrinos de bautismo fueron María Inés y Mauricio Frank.
En su niñez empezó a tomar lecciones de solfeo, pero dejó de continuar a causa de haber quedado huérfano, apenas se inició. 
Su familia le hizo seguir la carrera de la Armada Argentina. 
Teniendo como maestro y guía a Luis Piedra Buena, recorrió la costa entera de Argentina.
Pasó a España para continuar sus estudios, e ingresó en la Escuela Naval de San Fernando en Cádiz.
Prestó servicios a bordo de la fragata de guerra Princesa de Asturias.
Retirado de la Armada como Teniente de navío.
En 1888 fue secretario de embajada en México.
En 1890 fue Encargado de negocios en México.
En 1891 fue secretario de embajada en Montevideo.
De 1906 a 1912 fue Encargado de negocios ante la Santa Sede.
En 1912 fue consejero de embajada en Madrid.
En 1918 fue consejero de embajada en Washington, D. C..
En 1919 fue Ministro plenipotenciario en Caracas.
De 1924 a 1928 fue Ministro plenipotenciario en Praga y concurrenciamente ante los gobiernos en Varsovia, Helsinki y Moscú.
De 1928 a 1931 fue ministro diplomático en Lisboa, Portugal, cargo que ejercía al ocurrir su fallecimiento.

### Fuente
- Lucio Ricardo Pérez Calvo, Genealogías Argentinas, tomo 1, 2000, p. 321

- Datos: Q17364439